# 김광호 (축구인)
김광호(金光浩, 1955년 12월 9일~)는 재일 한국인 축구 선수이다. 조선적이며, 재일 한국인으로는 최초로 조선민주주의인민공화국 축구 국가대표팀에 소집되었다.